# 엘러리 스프레이베리
엘러리 스프레이베리(영어: Ellery Sprayberry, 2000년 10월 26일 ~ )는 미국의 배우이다.

## 영화
- 축구 엄마 (2008년)
- 슈렉 포에버 (2010년)
- 더 영 앤 더 레스트리스 (2011년)
- 아이스 에이지: 매머드 크리스마스 (2011년)
- 나비 방 (2012년)
- 헝거 게임: 캣칭 파이어 (2013년)
- 웨이크필드 (2016년)